# Cecil Sharp
Cecil James Sharp (ur. 22 listopada 1859 w Londynie, zm. 23 czerwca 1924 tamże) – brytyjski etnograf.

## Życiorys
Studiował matematykę i muzykę w Uppingham and Clare College w Cambridge. Był nauczycielem muzyki i organistą w Uppingham. W 1882 roku wyjechał do Adelaide w Australii, gdzie pracował jako bankowiec i prawnik. W 1889 roku zakończył praktykę prawniczą i poświęcił się muzyce, był organistą katedry w Adelaide i wicedyrektorem Adelaide College of Music. W 1892 roku wrócił do Anglii. W latach 1893–1910 uczył muzyki w Ludgrove School. Od 1896 do 1905 roku był dyrektorem Hampstead Conservatory. Zajmował się zbieraniem, opracowywaniem i popularyzacją angielskich pieśni i tańców ludowych. Prowadził badania terenowe i rejestrował muzykę ludową za pomocą fonografu. W 1911 roku założył English Folk Dance Society, pełnił ponadto funkcję dyrektora School of Folk Song and Dance w Stratford-upon-Avon. W trakcie I wojny światowej przebywał w Stanach Zjednoczonych, gdzie wraz z Maud Karpeles zbierał pieśni potomków angielskich osadników w rejonie Appalachów. Po powrocie do kraju działał na rzecz upowszechnienia wiedzy o muzyce ludowej w szkołach angielskich, prowadził wakacyjne kursy pieśni i tańca. W 1922 roku otrzymał tytuł doktora honoris causa University of Cambridge.
Zebrał łącznie 4977 ludowych pieśni angielskich, z czego opublikował 1118, w tym 501 z akompaniamentem. W 1914 roku przygotował repertuar angielskich pieśni i tańców do inscenizacji Snu nocy letniej Williama Szekspira.

## Wybrane publikacje
(na podstawie materiałów źródłowych)

### Prace
- English Folk-song: Some Conclusions (1907, 2. wyd. 1936, 4. wyd. zrewid. przez Maud Karpeles 1965)
- Folk-singing in Schools (1912)
- Folk-dancing in Elementary and Secondary Schools (1912)
- The Dance: An Historical Survey of Dancing in Europe, wspólnie z Paulem Oppém (1924)

### Wydania pieśni ludowych
- Folk Songs from Somerset (1904–1909)
- The Morris Book, wspólnie z Herbertem Charlesem MacIlwainem i George’em Butterworthem (1907–1913)
- Country Dance Tunes (1909–1922)
- The Country Dance Book, wspólnie z George’em Butterworthem i Maud Karpeles (1909–1922)
- English Folk-Carols (1911)
- The Sword Dances of Northern England (1911–1913, 2. wyd. w red. Maud Karpeles 1950–1951)
- English Folk-Chanteys (1914)
- English Folk Songs (1920, 2. wyd. 1959)
- Folk-Songs of English Origin Collected in the Appalachian Mountains (1919–1921)